# Time Sharing Option
Time Sharing Option (TSO) és l'intèrpret de comandes, interactiu i opcional en temps compartit per la línia de sistemes operatius dels mainframes o ordinadors centrals IBM (des d'OS/MVT a MVS i OS/390 a l'actual z/OS). Les primeres versions van sorgir a principis de l'any 1960; l'última l'octubre de 2005, tenint més de 45 anys de revisions.
Compleix el mateix objectiu que les sessions de connexió utilitzades per usuaris d'unix. En temps compartit significa que múltiples persones poden accedir alhora al MVS però cada una no és conscient que el sistema operatiu està sent accedit per més usuaris - així sembla que cada usuari del TSO és l'únic usuari del sistema.
Normalment el TSO és utilitzat pels administradors dels ordinadors centrals i els programadors perquè et proveeix: d'un editor; et permet llençar tasques batch; et notifica de la seva finalització i et permet veure'n els resultats sense esperar informes impresos; depuradors per alguns llenguatges de programació utilitzats en el System/360 i altres ordinadors centrals IBM. Però IBM i altres companyies han proveït aplicacions per córrer amb TSO, per exemple la base de dades DB2.
El nom "Time Sharing Option" deriva del fet aquest, quan va ser introduït originalment els anys 1960, time-sharing era considerada una característica opcional i, per tant, el TSO era ofert com una característica especial de l'OS/MVT. Va esdevenir una peça estàndard del sistema operatiu dels ordinadors centrals IBM amb la introducció del MVS l'any 1974.
TSO interacciona amb els usuaris en mode línia a línia, a pantalla completa, mode 'menu-driven'. En el mètode línia a línia, els usuaris entren les diferents ordres teclejant-les en el teclat, tot seguit el sistema interpreta les ordres, i mostra la resposta en el monitor del terminal. Però actualment la majoria de la interactivitat amb els ordinadors centrals es realitza mitjançant el ISPF que permet una interaccion basada en menús; la combinació és coneguda com a TSO/ISPF. TSO també és capaç de proveir un entorn semblant al Unix en l'OS/390 i z/OS mitjançant UNIX System Services Shell, amb ISPF o sense.